# Никола Салви
Никола или Николò Салви (на италиански: Nicola Salvi или Niccolò Salvi) е италиански архитект. Сред малкото му завършени проекти е известният Фонтан ди Треви в Рим, Италия.

## Биография
Салви е роден на 6 август 1697 г. в Рим. Приет в Римската академия на Аркадия през 1717 г., Салви става архитект след изучаване на математика и философия. Негов ментор по архитектура е Антонио Каневари, който служи като съветник на краля на Португалия. През 1728 г. Каневари заминава за Лисабон, а Салви продължава да работи по поръчки в Рим. Сред тях са ефимерни декорации и малки декоративни проекти. В Рим покровителството за изграждането на големи сгради е намаляло в сравнение с предходния век.
През 1732 г. папа Климент XII провежда конкурси за два големи проекта. Единият е създаване на нова фасада за архибазиликата „Сан Джовани ин Латерано“, а другият е за обществен фонтан в Треви. Първият конкурс е спечелен от Алесандро Галилей, въпреки че дизайнът на Салви получава много положителни отзиви. Дизайнът на Салви за фонтана пък е избран вместо проекти на Фердинандо Фуга и неговия ученик Луиджи Ванвители. Салви не доживява да види фонтана завършен през 1762 г. от неговия приятел Пиетро Брачи.
Запазени са малко други творби на Салви: той възстановява църквата „Санта Мария в Гради“ (1738) във Витербо, но тя е разрушена от бомби през Втората световна война и в момента се възстановява. Той също така създава параклис, смятан за най-скъпия параклис строен някога, за йезуитската църква Igreja de São Roque в Лисабон, Португалия, заедно с Луиджи Ванвители, и табернакъл за абатството Монте Касино.